# Willi Moser
Willi Moser (Breslavia, 2 novembre 1887 – Russia, 18 ottobre 1946) è stato un generale tedesco della Wehrmacht durante la seconda guerra mondiale.
Generale durante la seconda guerra mondiale, comando il LXXI. Armee Korps ed ottenne la croce di cavaliere della croce di ferro. Catturato dalle truppe sovietiche nel 1945 al termine del secondo conflitto mondiale, venne tradotto prigioniero in un campo di prigionia russo ove morì il 18 ottobre 1946.